# Ramal ferroviario Monte Comán-Jaime Prats
El Ramal Monte Comán - Jaime Prats pertenece al Ferrocarril General San Martín, Argentina. 

## Ubicación
Se halla en la provincia de Mendoza, uniendo las ciudades de Monte Comán y Jaime Prats, dentro del San Rafael.
Es un ramal de la red secundaria del Ferrocarril General San Martín con una extensión de 44 km.

## Servicios
El ramal se encuentra abandonado y sin servicios. Prestó los últimos servicios de pasajeros y de cargas hasta 1993. Aún sin movimiento, la empresa estatal Trenes Argentinos Cargas está encargada de este ramal.

## Historia
El tramo entre Monte Comán y Negro Quemado fue inaugurado en 1912, extendiéndose a Villa Atuel y Jaime Prats en 1925.